# نقوش آيت واعزيق الصخرية
نقوش آيت واعزيق الصخرية هي نقوش تعود إلى عصر ما قبل التاريخ من العصر الحجري المتوسط، مرتبطة بتلك الموجودة في جنوب وهران بالجزائر. تم تأريخها منذ حوالي 10000 عام. تقع آيت واعزيق على بعد 70 كلم بالسيارة شمال زاكورة.

## صور

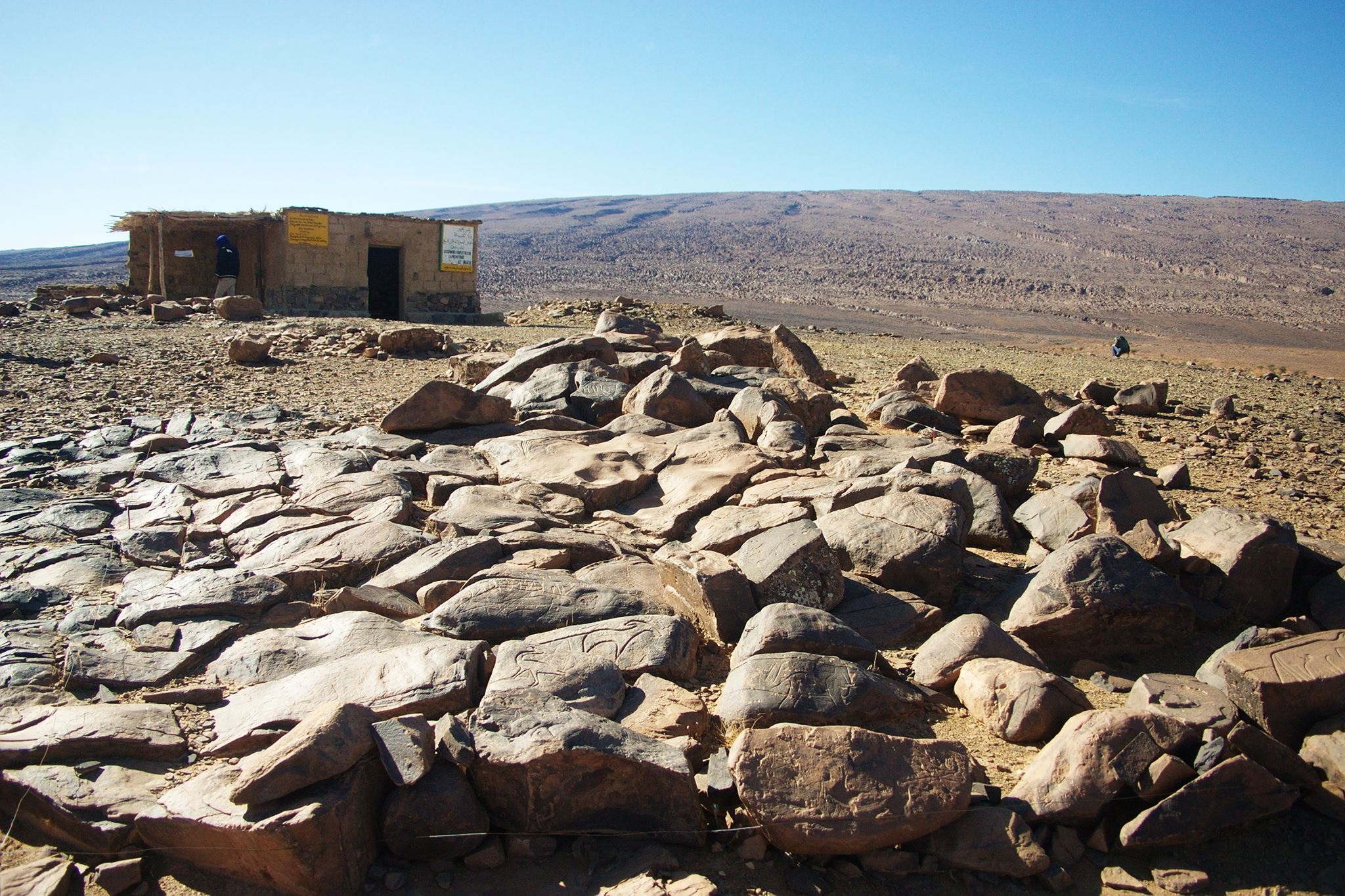
موقع ما قبل التاريخ لآيت واعزيق
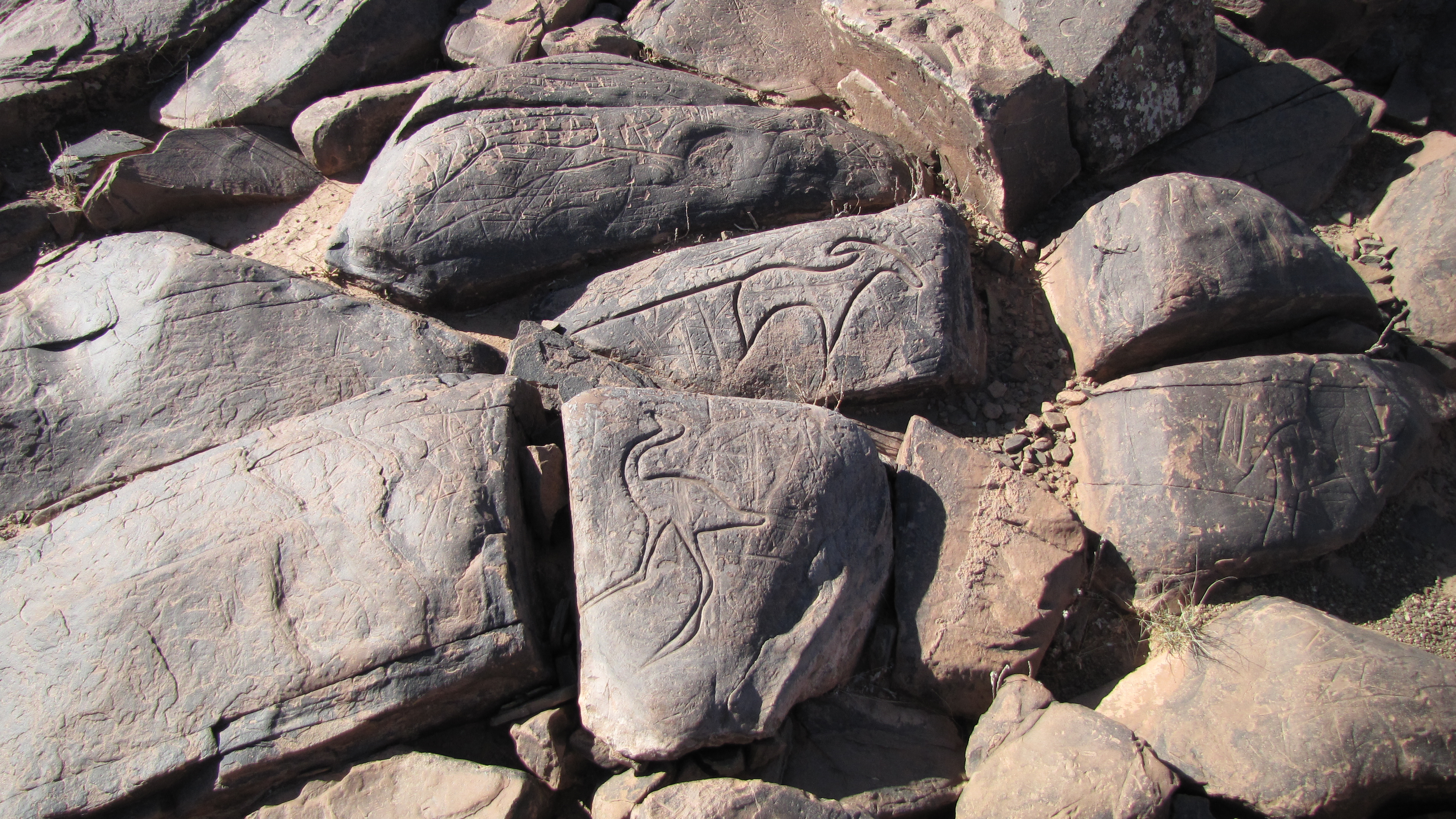
نقش صخري
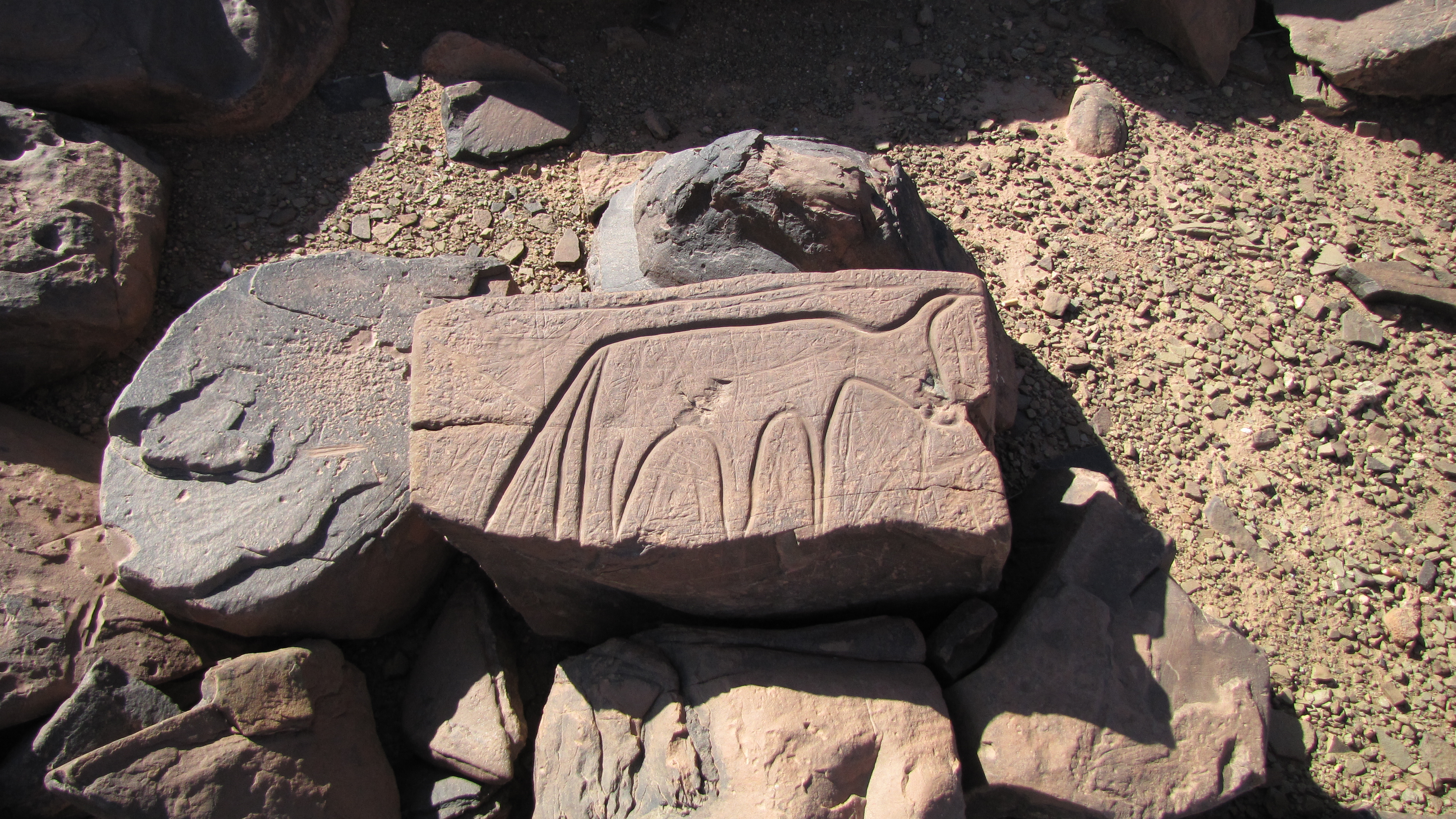
نقش صخري
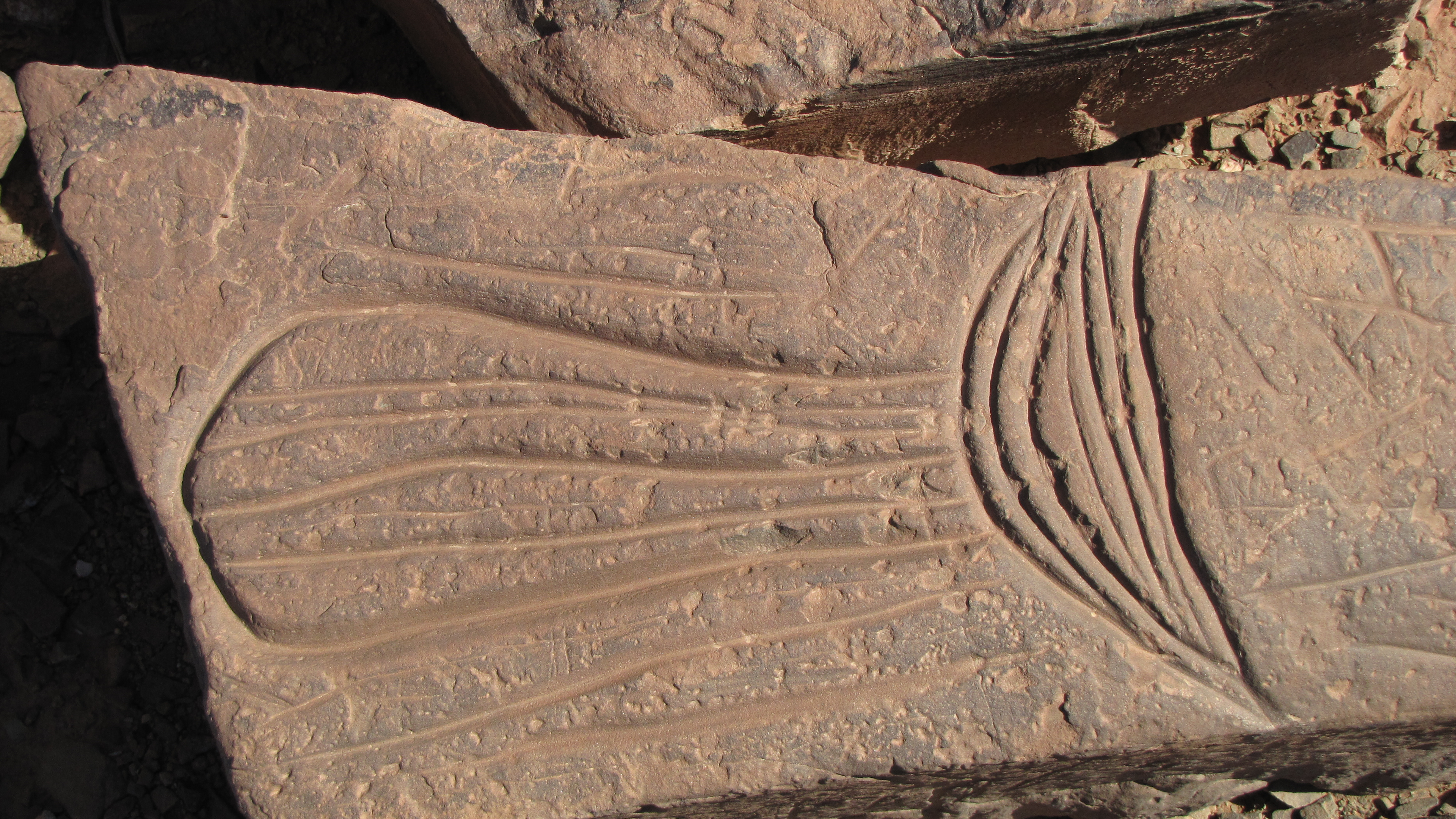
نقش سمكة يثبت وجود نهر أو نهر
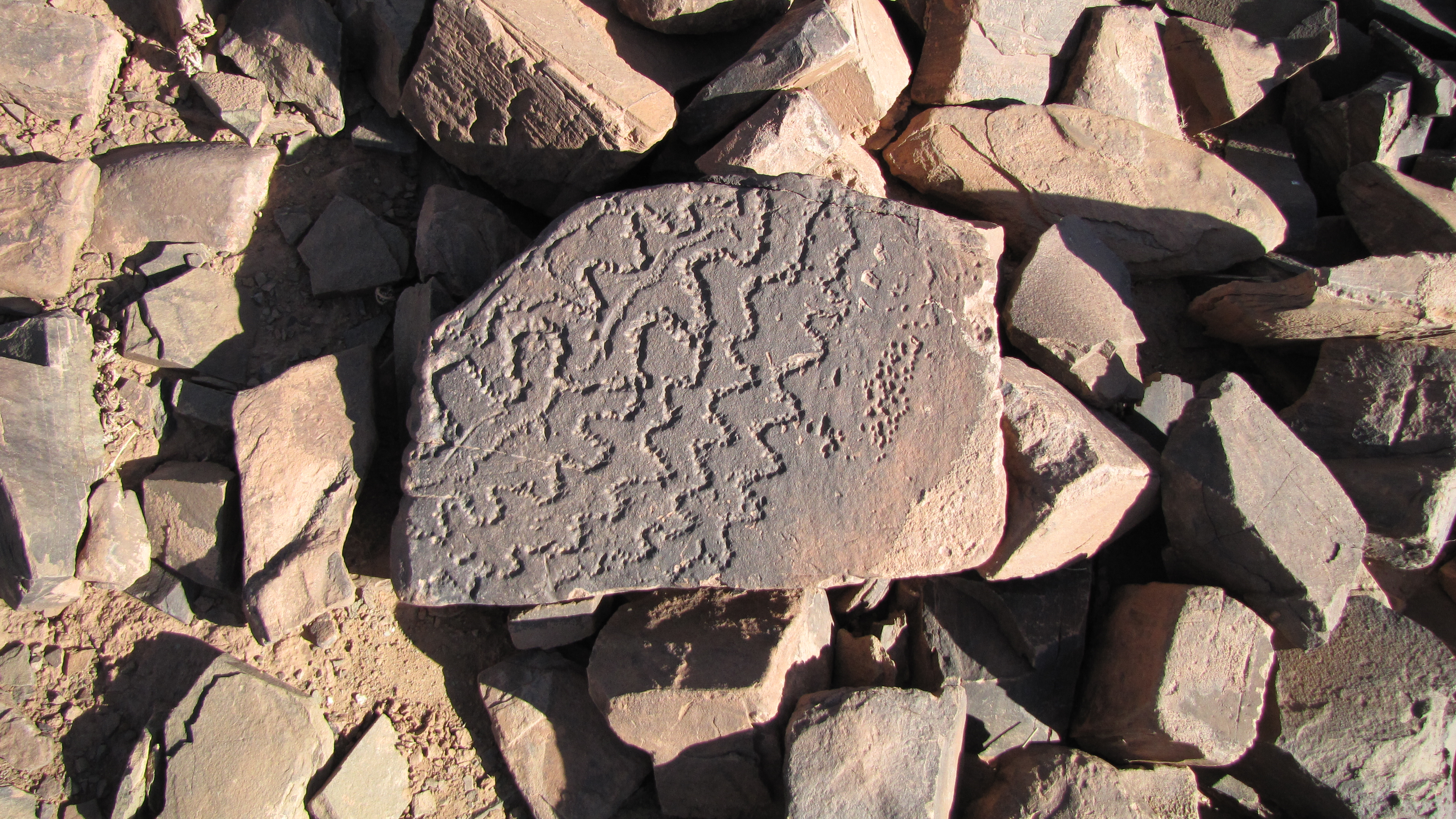
نقش صخري لأمواج نهر
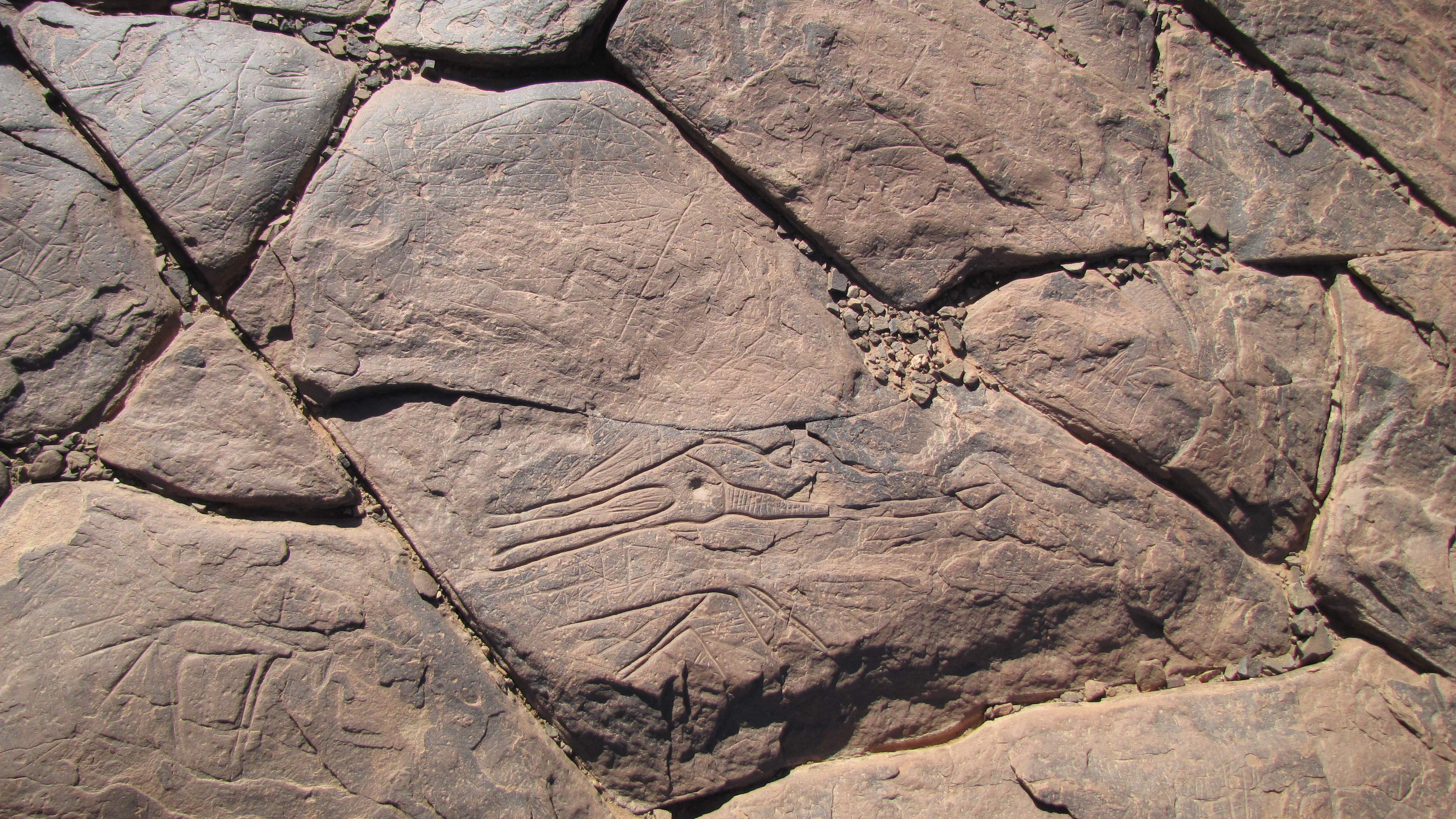
نقش صخري لسبيدج
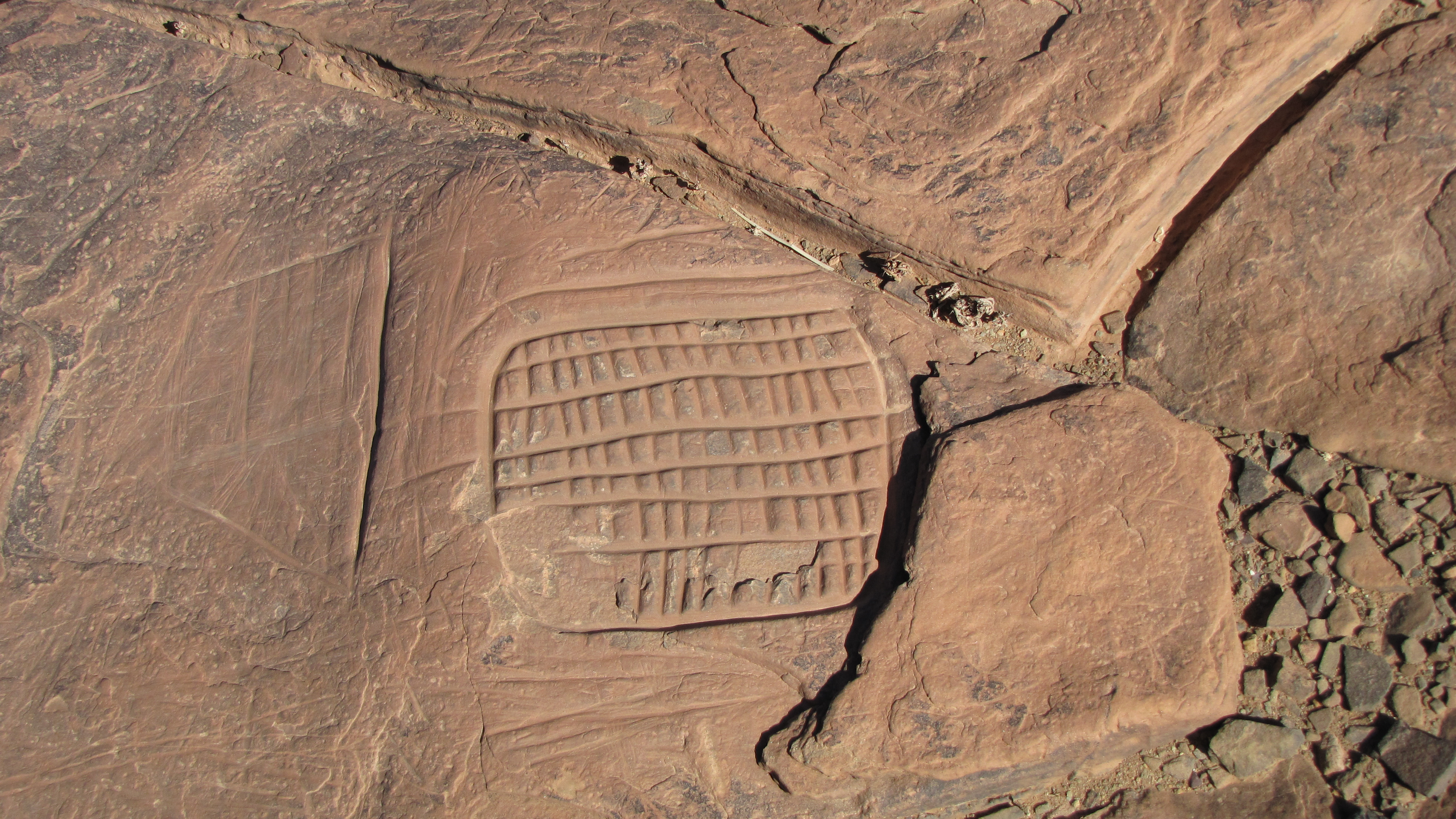
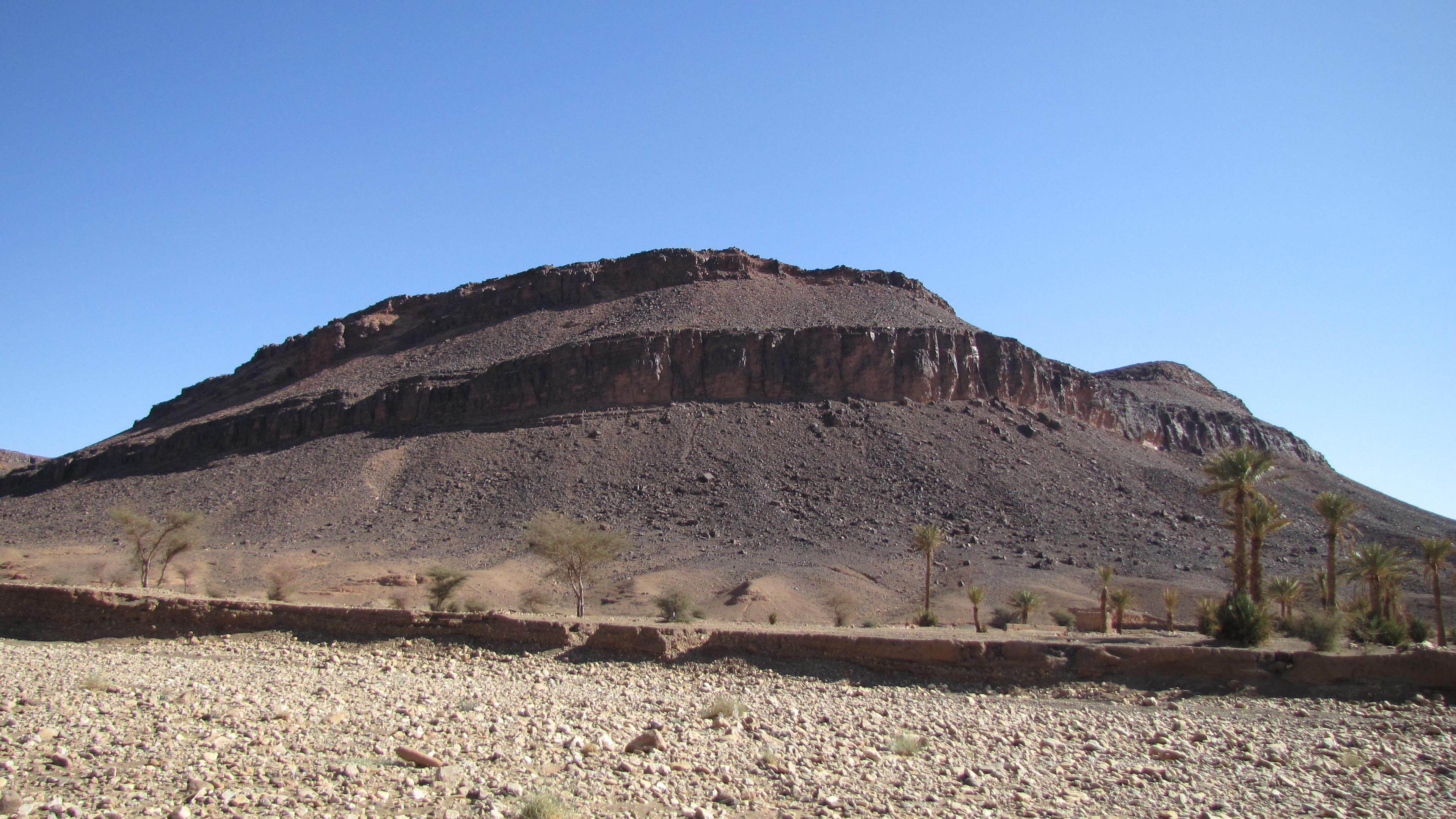
جبال بها آثار لوجود مياه من عصور سابقة
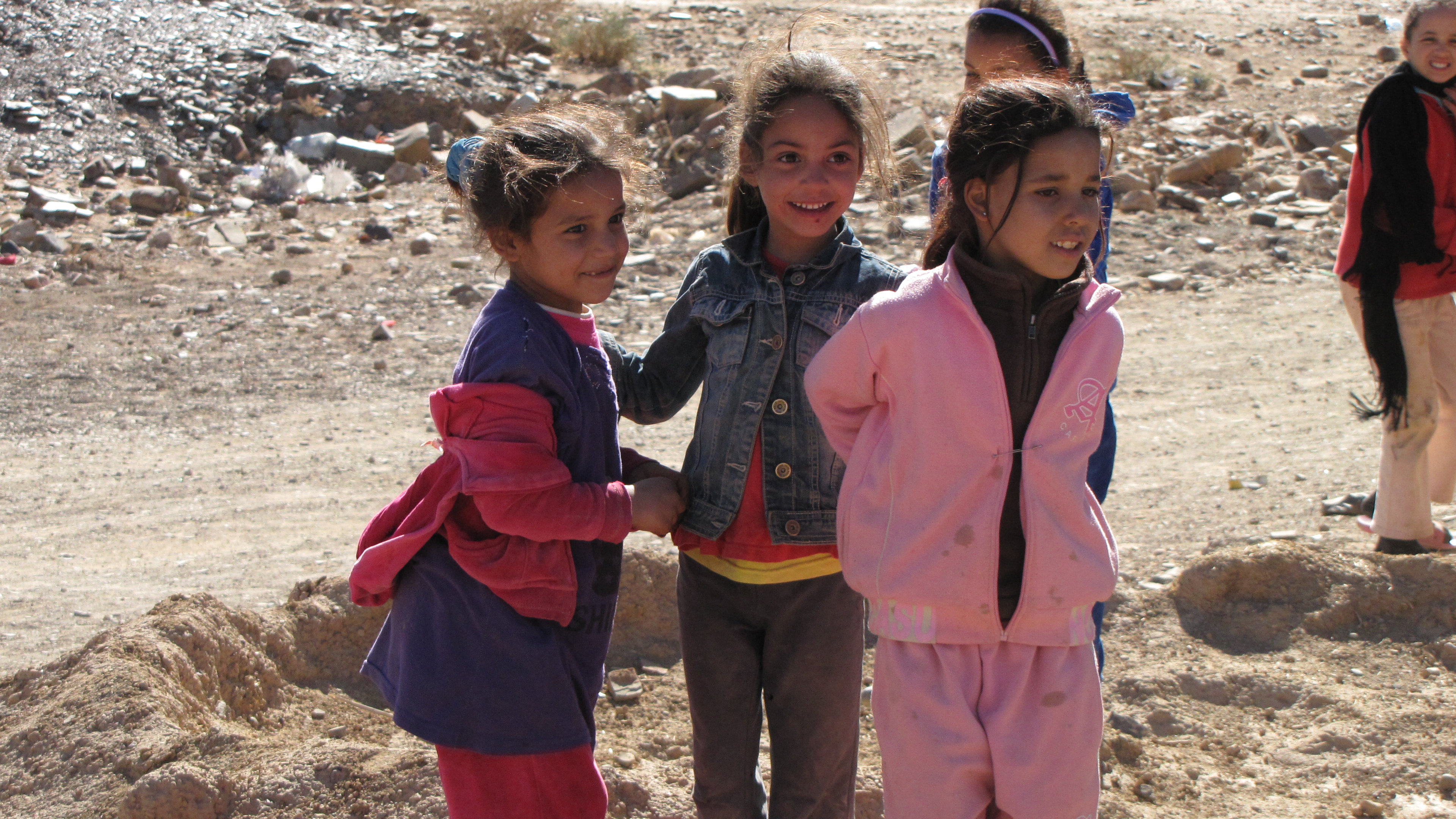
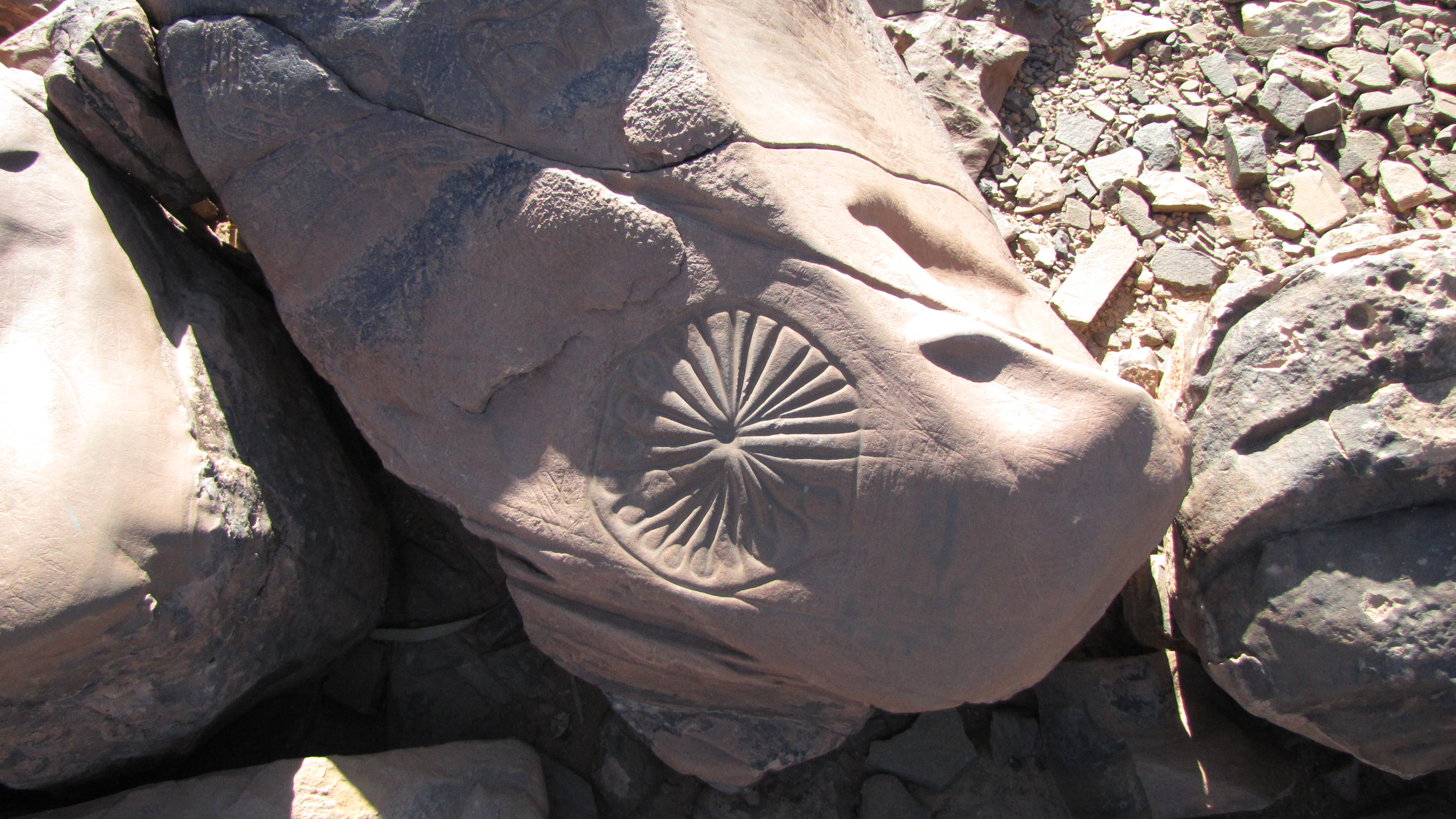
نقش صخري للشمس
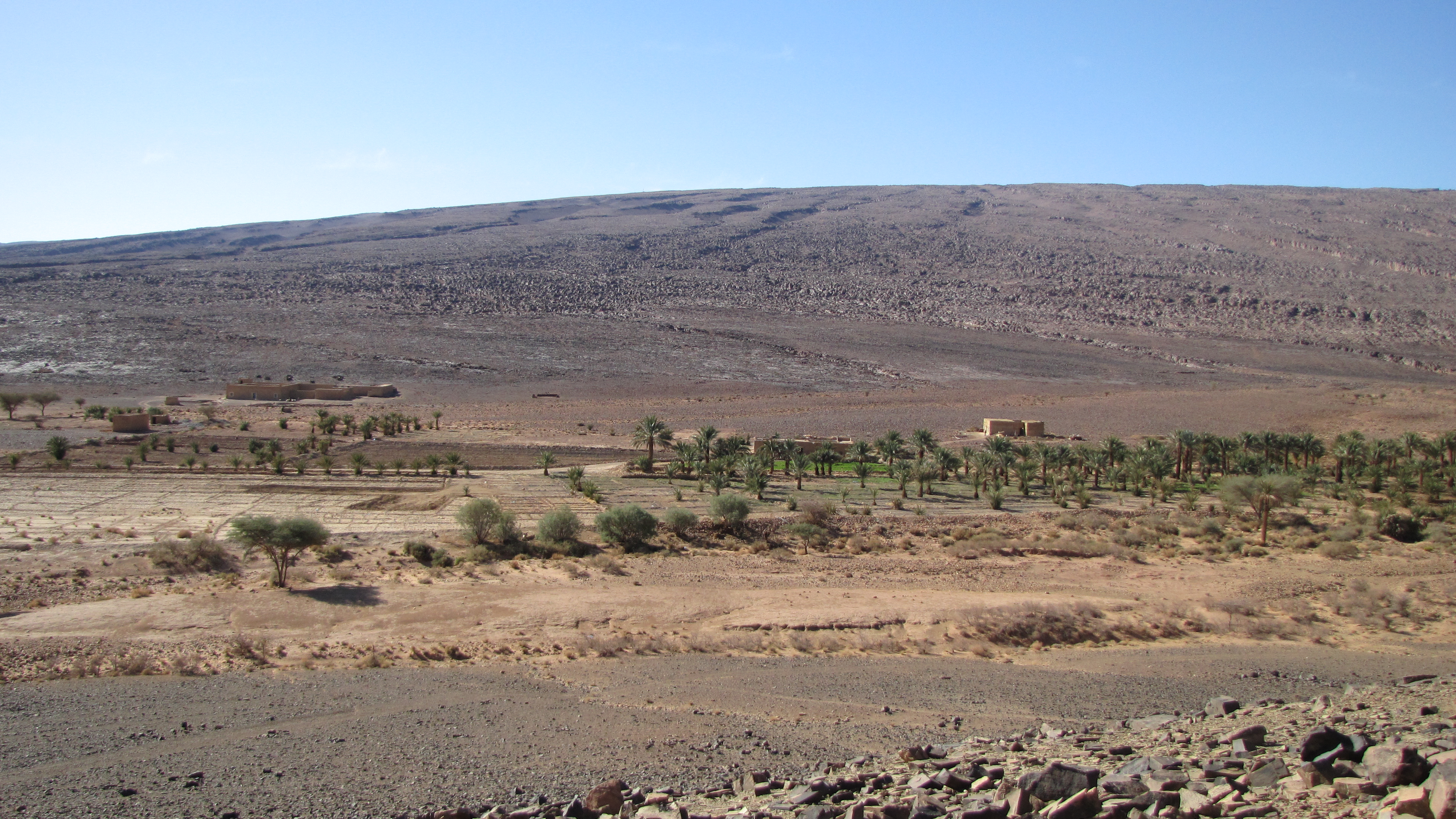
الزراعة اليوم